# Order Up!
Order Up! es un compilado de minijuegos de simulación de cocina desarrollado por SuperVillain Studios y distribuido por Zoo Games y Funbox Media. Fue lanzado el 22 de julio de 2008 en Norteamérica, el 23 de octubre en Australia, y el 24 de octubre en Europa para la Wii. Un port mejorado, titulado Order Up!!, fue lanzado para la PlayStation 3 y Nintendo 3DS el 9 de diciembre de 2011 en Europa[cita requerida] y el 21 de junio de 2012 en Norteamérica. El juego fue lanzado para iOS y Android como Order Up!! To Go.

## Trama
El jugador asume el papel de un chef principiante quien ha parado en Port Abello, uno de los lugares más importantes en el mapa culinario. Luego de aprender el oficio en un local de comida rápida, el jugador podrá comprar un local propio. La competencia «Fortified Chef» está por llegar al pueblo, y ganarla propulsaría al jugador al centro del escenario culinario.

## Jugabilidad
El juego permite al jugador comprar y manejar varios restaurantes, y podrá intentar ganar 5 estrellas en cada uno completando objetivos como desbloquear recetas o impresionar a un crítico gastronómico. Ciertos clientes que aparezcan a menudo tendrán requisitos especiales para sus comidas, por lo que el jugador deberá comprar especias y condimentos diferentes para obtener una mayor propina.
La parte de la jugabilidad que involucra la cocina consiste en que el jugador utilice los controles de movimiento del Wii Remote para preparar platos para los clientes (y en las versiones de PlayStation o 3DS el control PlayStation Move o la pantalla táctil, respectivamente). Aunque se asemeje a la jugabilidad presente en la serie Cooking Mama, Order Up! se enfoca más en velocidad, multitarea y gestión de tiempo para asegurar la entrega de varios platos en una misma orden, en lugar de completar de a un plato a la vez de forma exitosa. Los minijuegos que no son de cocina incluyen lavar los platos y ahuyentar ratas.
Las versiones de PlayStation 3 y Nintendo 3DS agregan una opción de multijugador y un restaurante adicional. Order Up!! dispone de texturas de mayor resolución, mejor iluminación y más.

## Desarrollo
El 23 de abril de 2008, Order Up! fue anunciado por SuperVillain Studios y fue bautizado como «Cooking Mama conoce a The Sims y Diner Dash» por algunos críticos. Lee Cummings, quien trabajó previamente como director creativo en Grand Theft Auto y Bully, trabajó como director en Order Up!.
El 20 de mayo de 2010, SuperVillain Studios mostró una imagen de una posible secuela de Order Up!. Fue confirmado más adelante, el 9 de marzo de 2011, que se lanzaría un port mejorado del juego original para PlayStation 3. También se lanzaría para Nintendo 3DS como Order Up! 3D, para iOS y Android como Order Up!: Take Out Edition, y para otra plataforma sin confirmar. El título final del port fue confirmado posteriormente como Order Up!! el 18 de mayo, junto con imágenes promocionales para el juego. También se anunció el 20 de junio de 2011 que Robb Mills compondría una banda sonora original para el juego, luego de componer la música para los juegos Fat Princess y su secuela.

## Recepción
Order Up! recibió reseñas «generalmente favorables», mientras que Order Up!! recibió reseñas «mixtas o medias» en ambas plataformas, de acuerdo con el sitio web agregador de reseñas Metacritic.
1Up.com dijo que la versión de Wii se encontraba mucho más pulida que la mayoría de los juegos de cocina. IGN lo llamó un «simulador de restaurantes sorprendentemente divertido».

## Order Up!! To Go
Chillingo lanzó una versión para iOS en 2012 titulada Order Up!! To Go. Recibió reseñas «generalmente favorables» según Metacritic. Fue descontinuado en 2017 debido al lanzamiento de iOS 11, terminando con la compatibilidad con las aplicaciones de 32 bits.